# Chongli (socken i Kina)
Chongli (kinesiska: 崇礼, 崇礼乡) är en socken i Kina. Den ligger i provinsen Henan, i den centrala delen av landet, omkring 180 kilometer sydost om provinshuvudstaden Zhengzhou. Antalet invånare är 38 567. Befolkningen består av 19 596 kvinnor och 18 971 män. Barn under 15 år utgör 31 %, vuxna 15-64 år 59 %, och äldre över 65 år 8,0 %.
Genomsnittlig årsnederbörd är 992 millimeter. Den regnigaste månaden är augusti, med i genomsnitt 206 mm nederbörd, och den torraste är januari, med 11 mm nederbörd.